# Antonín Barák
Antonín Barák (ur. 3 grudnia 1994 w Przybramie) – czeski piłkarz, występujący na pozycji ofensywnego pomocnika we włoskim klubie ACF Fiorentina oraz w reprezentacji Czech. Uczestnik Mistrzostw Europy 2020 i 2024.

## Życiorys

### Kariera piłkarska
Swoją karierę piłkarską Barák rozpoczął w klubie 1. FK Příbram. W 2012 roku awansował do pierwszego zespołu Baníka. 1 czerwca 2016 zadebiutował w jego barwach w pierwszej lidze czeskiej w zremisowanym 1:1 wyjazdowym meczu ze Slovanem Liberec.
W 2014 roku Barák został wypożyczony do drugoligowego FC Graffin Vlašim. Swój debiut w nim zanotował 2 sierpnia 2014 w zremisowanym 1:1 wyjazdowym meczu z FK Pardubice. W 2015 roku wrócił do 1. FK Příbram.
1 stycznia 2016 Barák przeszedł do Slavii Praga. Swój debiut w Slavii zaliczył 13 lutego 2016 w wygranym 2:0 spotkaniu ze Zbrojovką Brno.
1 lipca 2017 podpisał kontrakt z włoskim klubem Udinese Calcio, umowa do 30 czerwca 2022; kwota odstępnego wyniosła 3 mln euro.

### Kariera reprezentacyjna
W reprezentacji Czech Barák zadebiutował 15 listopada 2016 w zremisowanym 1:1 towarzyskim meczu z Danią. W ósmej minucie tego meczu strzelił gola.

## Statystyki

### Klubowe
Stan na 28 sierpnia 2022
| Sezon   | Klub              | Kraj   | Rozgrywki | Mecze | Gole |
| ------- | ----------------- | ------ | --------- | ----- | ---- |
| 2012/13 | 1. FK Příbram     | Czechy | I liga    | 6     | 0    |
| 2013/14 | 1. FK Příbram     | Czechy | I liga    | 0     | 0    |
| 2014/15 | 1. FK Příbram     | Czechy | I liga    | 0     | 0    |
| 2014/15 | FC Graffin Vlašim | Czechy | II liga   | 27    | 5    |
| 2015/16 | 1. FK Příbram     | Czechy | I liga    | 12    | 3    |
| 2015/16 | Slavia Praga      | Czechy | I liga    | 9     | 4    |
| 2016/17 | Slavia Praga      | Czechy | I liga    | 25    | 4    |
| 2017/18 | Udinese Calcio    | Włochy | Serie A   | 34    | 7    |
| 2018/19 | Udinese Calcio    | Włochy | Serie A   | 8     | 0    |
| 2019/20 | Udinese Calcio    | Włochy | Serie A   | 8     | 0    |
| 2019/20 | US Lecce          | Włochy | Serie A   | 4     | 0    |
| 2020/21 | Hellas Verona     | Włochy | Serie A   | 34    | 7    |
| 2021/22 | Hellas Verona     | Włochy | Serie A   | 29    | 11   |
| 2022/23 | Hellas Verona     | Włochy | Serie A   | 1     | 0    |
| 2022/23 | ACF Fiorentina    | Włochy | Serie A   | 1     | 0    |

## Sukcesy

### Klubowe

#### Slavia Praga
- Mistrz Czech: 2016–17